# Стам, Эстер
Эстер Стам (нидерл. Esther Stam, груз. ესტერ სტამ; род. 11 марта 1987, Зютфен, Гелдерланд) — нидерландская и грузинская дзюдоистка, призёрка чемпионатов Европы.

## Биография
Родилась в 1987 году в Зютфене, дзюдо занялась с 6 лет. В 2002 и 2003 годах становилась победительницей первенства Европы среди кадетов. В 2007 году выиграла чемпионат Европы среди спортсменов в возрасте до 23 лет.
Так как на Олимпийских играх каждая страна может выставлять лишь одного спортсмена в каждой из весовых категорий, а в весовой категории до 70 кг, в которой в 2010-х боролась Эстер Стам, в Нидерландах доминировала Ким Поллинг, то она решила выступать за какую-нибудь другую страну. Грузины, тренировавшиеся в то время в спортивном клубе в Харлеме, сказали ей, что Грузия, скорее всего, не откажется от такой спортсменки. Президент Федерации дзюдо Грузии Давид Кевхишвили ухватился за такую возможность, и помог уладить все формальности, и с 2014 года Эстер Стам стала представлять Грузию на международной арене.
В 2016 году Эстер Стам стала серебряной призёркой чемпионата Европы, завоевав первую в истории Грузии международную медаль в женском дзюдо, а на Олимпийских играх в Рио-де-Жанейро заняла 9-е место.